# Johannes Baptista de Witt
Pour les articles homonymes, voir de Witt.
Johannes Baptista de Witt, né en mars 1764 à Eindhoven et mort dans cette ville le 11 septembre 1817, est un homme politique néerlandais.

## Biographie
Johannes Baptista de Witt fait ses études de droit à l'université de Louvain à partir de 1783 puis à celle de Reims. En 1787, il retourne à Eindhoven où il devient avocat. 
En décembre 1794, il devient secrétaire de la ville, alors agitée par l'influence révolutionnaire française. En janvier 1795, l'armée française de Pichegru franchit le Rhin et envahit les Provinces-Unies. Les patriotes se soulèvent dans tout le pays, le stathouder Guillaume V d'Orange s'exile en Angleterre et la République batave est proclamée. De Witt est élu à l'assemblée provisoire du Brabant des États, dont il est désigné secrétaire. Le 31 mars 1797, il entre à la première Assemblée nationale de la République batave, en tant que député d'Eindhoven. Unitariste plutôt indépendant, il n'est pas réélu en août 1797 dans la seconde Assemblée mais est nommé parmi les membres du conseil des Finances (collège à la tête d'un ministère) à partir de février 1798. Il retrouve son siège de député après le coup d'État du 12 juin 1798 qui entraîne de nouvelles élections générales en juillet 1798. Membre de la première chambre, il en est le président du 5 au 19 mai 1800.
Le 17 octobre 1801, il quitte le Corps législatif batave et redevient secrétaire d'Eindhoven. Quand le royaume de Hollande est annexé à la France, en 1810, De Witt est nommé juge au tribunal de grande instance d'Eindhoven.